# Urocerus augur
Urocerus augur is een vliesvleugelig insect uit de familie van de houtwespen (Siricidae). De wetenschappelijke naam van de soort is voor het eerst geldig gepubliceerd in 1803 door Johann Christoph Friedrich Klug.